# Super Bowl IV
A negyedik AFL-NFL World Championship Game-t, későbbi nevén a Super Bowl IV-et a két rivális amerikai futball liga (AFL, NFL) győztesei között játszották a Tulane Stadionban, New Orleansban 1970. január 11-én. A Kansas City Chiefs nyerte a mérkőzést a Minnesota Vikings ellen.

## A döntő résztvevői
A mérkőzés egyik résztvevője az 1969-es NFL-szezon győztese, a Minnesota Vikings volt amely az NFL alapszakaszában 12–2-es teljesítménnyel zárt. Az NFL konferencia-döntőjében a Los Angeles Rams-t győzte le, az NFL döntőjében pedig a Cleveland Browns-t 27–7-re.
A másik résztvevő az 1969-es AFL-szezon győztese, a Kansas City Chiefs volt. A Chiefs az AFL alapszakaszában 11–3-as mutatóval a nyugati csoport második helyén végzett az Oakland Raiders mögött. Az AFL elődöntőjében idegenben a New York Jets-et győzte le, a AFL döntőjében pedig szintén idegenben a Raiders-t.

## A mérkőzés
A mérkőzést 23–7-re a Kansas City Chiefs nyerte, a legértékesebb játékos a Chiefs irányítója, Len Dawson lett.
| N | Idő                  | Drive                | Drive                | Drive                | Csapat               | Play leírása                                                                       | Pont                 | Pont                 |
| N | Idő                  | Play                 | Yard                 | Időtartam            | Csapat               | Play leírása                                                                       | Vikings              | Chiefs               |
| - | -------------------- | -------------------- | -------------------- | -------------------- | -------------------- | ---------------------------------------------------------------------------------- | -------------------- | -------------------- |
| 1 | 6:52                 | 8                    | 42                   | 4:06                 | Chiefs               | Mezőnygól. Jan Stenerud 48 yardról.                                                | 0                    | 3                    |
|   |                      |                      |                      |                      |                      |                                                                                    |                      |                      |
| 2 | 13:20                | 8                    | 55                   | 4:48                 | Chiefs               | Mezőnygól. Jan Stenerud 32 yardról.                                                | 0                    | 6                    |
| 2 | 7:52                 | 4                    | 27                   | 2:13                 | Chiefs               | Mezőnygól. Jan Stenerud 25 yardról.                                                | 0                    | 9                    |
| 2 | 5:34                 | 6                    | 19                   | 1:47                 | Chiefs               | Touchdown. Mike Garrett 5 yardos futás, Jan Stenerud jutalomrúgás.                 | 0                    | 16                   |
|   |                      |                      |                      |                      |                      |                                                                                    |                      |                      |
| 3 | 4:32                 | 10                   | 69                   | 4:34                 | Vikings              | Touchdown. Dave Osborn 4 yardos futás, Fred Cox jutalomrúgás.                      | 7                    | 16                   |
| 3 | 1:22                 | 6                    | 82                   | 3:10                 | Chiefs               | Touchdown. Otis Taylor 46 yardos átadás Len Dawson-tól, Jan Stenerud jutalomrúgás. | 7                    | 23                   |
|   |                      |                      |                      |                      |                      |                                                                                    |                      |                      |
| 4 | nem volt pontszerzés | nem volt pontszerzés | nem volt pontszerzés | nem volt pontszerzés | nem volt pontszerzés | nem volt pontszerzés                                                               | nem volt pontszerzés | nem volt pontszerzés |